# Desa Laimbonga
Desa Laimbonga är en administrativ by i Indonesien.   Den ligger i provinsen Nusa Tenggara Timur, i den södra delen av landet, 1 600 km öster om huvudstaden Jakarta. Desa Laimbonga ligger på ön Pulau Sumba.